# Abd-al-Mawla (nom)
Abd-al-Mawla és un nom masculí teòfor àrab islàmic (àrab: عبد المولى, ʿAbd al-Mawlà) que literalment significa ‘Servidor del Protector’ o ‘Servidor del Senyor’, essent «el Protector» o «el Senyor» un atribut de Déu. Si bé Abd-al-Mawla és la transcripció normativa en català del nom en àrab clàssic, també se'l pot trobar transcrit Abdul Mawla... normalment per influència de la pronunciació dialectal o seguint altres criteris de transliteració. Com a teòfor, també el duen musulmans no arabòfons que l'han adaptat a les característiques fòniques i gràfiques de la seva llengua.